# A565-ös autópálya (Németország)
Az A565-ös autópálya (németül: Bundesautobahn 565) egy autópálya Németországban. Hossza 27 km.